# Lemešany
Lemešany és un poble i municipi d'Eslovàquia. Es troba a la regió de Prešov, al nord del país.

## Història
La primera referència escrita de la vila data del 1289.

## Demografia
| Godina             | 1994 | 2004   | 2014   | 2024   |
| ------------------ | ---- | ------ | ------ | ------ |
| Nombre de persones | 1669 | 1781   | 1882   | 2046   |
| Diferència         |      | +6,71% | +5,67% | +8,71% |

| Godina             | 2023 | 2024   |
| ------------------ | ---- | ------ |
| Nombre de persones | 2043 | 2046   |
| Diferència         |      | +0,14% |